# Mon bel oranger
 (mai 2018).
Si vous disposez d'ouvrages ou d'articles de référence ou si vous connaissez des sites web de qualité traitant du thème abordé ici, merci de compléter l'article en donnant les références utiles à sa vérifiabilité et en les liant à la section « Notes et références ».
Pour l’article homonyme, voir Mon bel oranger (film).
Mon bel oranger (titre original : Meu Pé de Laranja Lima) est un roman de José Mauro de Vasconcelos publié en 1968, partiellement autobiographique, ayant connu un succès international. Traduit en 12 langues, il est publié dans 19 pays, et vendu en France à 3 millions d'exemplaires.

## Résumé
Zézé est un enfant de cinq ans, qui vit à Bangu, au Brésil. Il est doté d'une extraordinaire maturité et plénitude, usant de son intelligence avec laquelle il a déjà appris à lire seul. Il est vraiment très maigre et ne fait pas du tout cinq ans. Issu d'une famille pauvre, son père est sans emploi, sa mère travaille dans une fabrique pour un salaire de misère. À l'exception de sa sœur aînée Gloria et de son petit frère Luís, ses nombreux frères et sœurs le battent car il enchaîne les bêtises. Zézé s'invente un monde imaginaire et fantaisiste dans lequel un petit pied d'oranges douces est son confident : Minguinho (l'arbre lui parle…). 
Révolté contre le monde des adultes, il noue petit à petit des liens avec un homme surnommé « Portugâ », lequel, assez aisé financièrement, est ému par la détresse de l'enfant. L'amitié tourne à l'affection et dans une scène émouvante, Zézé demande à Portugâ de l'adopter. Ce dernier refuse mais lui promet de veiller sur lui. Malheureusement, Portugâ meurt dans un accident de voiture et Zézé sombre dans le désespoir : une fièvre le ronge et ses jours sont en danger. Sa famille, ignorante des liens l'unissant à Portugâ, pense que des travaux de voirie détruisant en partie le jardin familial et l'oranger de Zézé sont la cause de sa maladie. Le roman se clôt sur la convalescence de Zézé auquel son père annonce, pensant se réconcilier avec lui, qu'il a trouvé un bon emploi et que les temps de misère sont finis.

## Adaptation au cinéma
Le roman a été adapté au cinéma par Marcos Bernstein en 2012 sous le titre Mon bel oranger.

## Suite
Le roman Allons réveiller le soleil se déroule après Mon bel oranger et raconte l'adolescence de Zézé.